# Stepanivka, Nîjnohirskîi
Stepanivka (în ucraineană Степанівка) este un sat în comuna Cikalove din raionul Nîjnohirskîi, Republica Autonomă Crimeea, Ucraina.

## Demografie
Componența lingvistică a localității Stepanivka
     Rusă (76,39%)
     Tătară crimeeană (22,22%)
     Română (1,39%)
Conform recensământului din 2001, majoritatea populației localității Stepanivka era vorbitoare de rusă (76,39%), existând în minoritate și vorbitori de tătară crimeeană (22,22%) și română (1,39%).